# お兄ちゃん、右手の使用を禁止します!
『お兄ちゃん、右手の使用を禁止します!』（おにいちゃん、みぎてのしようをきんしします）は、2014年9月26日にGaletteより発売されたPC用18禁恋愛アドベンチャーゲームである。略称は『おに禁』。萌えゲーアワード2014金賞・フェチ系作品賞受賞。

## 解説
本作は、Galetteの第2作である『お兄ちゃんシェアリング』のコンセプト「妹との1対1の日常生活」を継承しながらも、妹に世話されるという形で妹との密なる触れ合いを高めた作品であり、ディレクターのちゃたは本作の作風を日常系としている。『お兄ちゃんシェアリング』では攻略対象ヒロインの大半が主人公の年下の幼馴染だったのに対し、本作の攻略対象ヒロインは全員主人公の実妹である。
ディレクターのちゃたは「本作に登場する妹たちは、自分の理想の妹像を具現化したものだが、自分たちには妹がいないため、距離感を保つべく人から聞いたり調べたりしたことを基に膨らませていった」と話しており、Hシーンのシチュエーションも日常生活上で発生するトラブルから発展したものが中心である。
通常予約特典である「のぞきみダイアリーパッチ」を導入すると、エッチシーンを妹視点に切り替えることができる。

## ストーリー
実家から離れて一人暮らしをしていた妹尾祐人は、ある日、妹たちを庇って右手を負傷した。
けが自体は大したものではなかったが、妹たちは兄が右手を大けがしたと誤解し、右手の使用を禁じさせた。
日常生活に差支えが出ると言う祐人に対し、彼女達は自分たちが兄の右手の代わりになり、なんでも世話をすると答えた。
かくして、買い物から自慰まで、何もかも世話をしてもらう日々が始まったのであった。

## 登場人物

### 主人公
妹尾 祐人（いもお ひろと）
本作の主人公。

### メインヒロイン
妹尾 つぐみ（いもお つぐみ）
声 - 橘まお
血液型 - A型 / スリーサイズ - B74/W53/H75
四姉妹の長女で、世話焼きたがりなトモダチ妹。
妹尾 あゆか（いもお あゆか）
声 - こたつみやこ
血液型 - O型 / スリーサイズ - B76/W54/H77
四姉妹の次女で、いつも優しく控えめな大和撫子妹。
妹尾 かえで（いもお かえで）
声 - 姫川あいり
血液型 - B型 / スリーサイズ - B65/W50/H70
四姉妹の三女で、ちょっぴり反抗期な背伸び妹。
妹尾 ゆき（いもお ゆき）
声 - 唯香
血液型 - AB型 / スリーサイズ - B68/W52/H67
四姉妹の四女で、純真無垢な天使妹。

### サブキャラクター
四ノ覇 ちこ（よつのは ちこ）
声 - 結衣菜
『お兄ちゃんシェアリング』からのゲストキャラクターで、ゆうの双子の姉。ゆきルートのゆきと『お兄ちゃんシェアリング』をプレイするシーンで、ゲーム中のキャラクターとして登場する。
四ノ覇 ゆう（よつのは ゆう）
声 - 加乃みるく
『お兄ちゃんシェアリング』からのゲストキャラクターで、ちこの双子の妹。ゆきルートでちことともに登場する。

## スタッフ
- キャラクターデザイン・原画 - ひさまくまこ、K子
- シナリオ - 七歌、8、東人
- ディレクター - ちゃた
- 音楽 - 村上順一

## 主題歌
オープニングテーマ『お兄ちゃん、右手の使用を禁止します!』
作詞 ・作曲 - 薬師るり / 編曲 - 根元克則 / 歌 - 薬師るり
つぐみ エンディングテーマ『Hold my heart』
作詞 - 夜桜真里亜 / 作曲・編曲 - Nanash1 / 歌 - 夜桜真里亜
あゆか エンディングテーマ『シンクロはぁ→と』
作詞・作曲 - 南野Emily / 編曲 - 残念ボーイ / 歌 - 南野Emily
かえで エンディングテーマ『ひみつの』
作詞 - 橋本千明 / 作曲 - 難破研 / 編曲 - 難破研、 クサノユウキ / 歌 - ハルセカンド
ゆき エンディングテーマ『ピュア・ウィング』
作詞 - 保科めぐみ / 作曲 - 薬師るり / 編曲 - 根元克則 / 歌 - 保科めぐみ
ハーレム エンディングテーマ『Fatefully』
作詞・作曲 - anporin / 編曲 - 24 Bit Lolitas / 歌 - anporin

## 反響

### 発売前の反響
本作の制作が発表された時、ユーザーからは「キャスティングが意外だった」という反応が寄せられた。

## お兄ちゃん、右手の使用を禁止します!2
2017年9月29日発売の、無印から存在していた4人の妹に加えて2人の義妹が追加された続編。義妹が巻き込まれたストーカー事件を発端に、可愛い6人の妹達と暮らしているという自分の存在が全国に広まって騒ぎになることを恐れた祐人が、ほとぼりが冷めるまで南の孤島で暮らすというストーリー。前作と同様に妹たちが主人公の右手の代わりとなる。
前作との違い
既存の攻略キャラの声優が全員変更されている（カッコ内は変更後の声優）。
妹尾つぐみ（星ノ詩）、妹尾あゆか（伊津晶）、妹尾かえで（彩野純）、妹尾ゆき（如月夢羽）

### 問題点
音声面
キャラクターボイスに咳払い、台本のページをめくる音、セリフの言い直しなどが混じるなど、音声の不備がある。200余りのボイスが再生されない、一部シーンでテキストと音声が1文字ずれるなどのバグもある。
シナリオ設定面
祐人は怪我で右手が使えない設定だが、性行為の際に普通に右手を使っているなど、設定を無視するかの如きCGが見られる。